# 面团小子

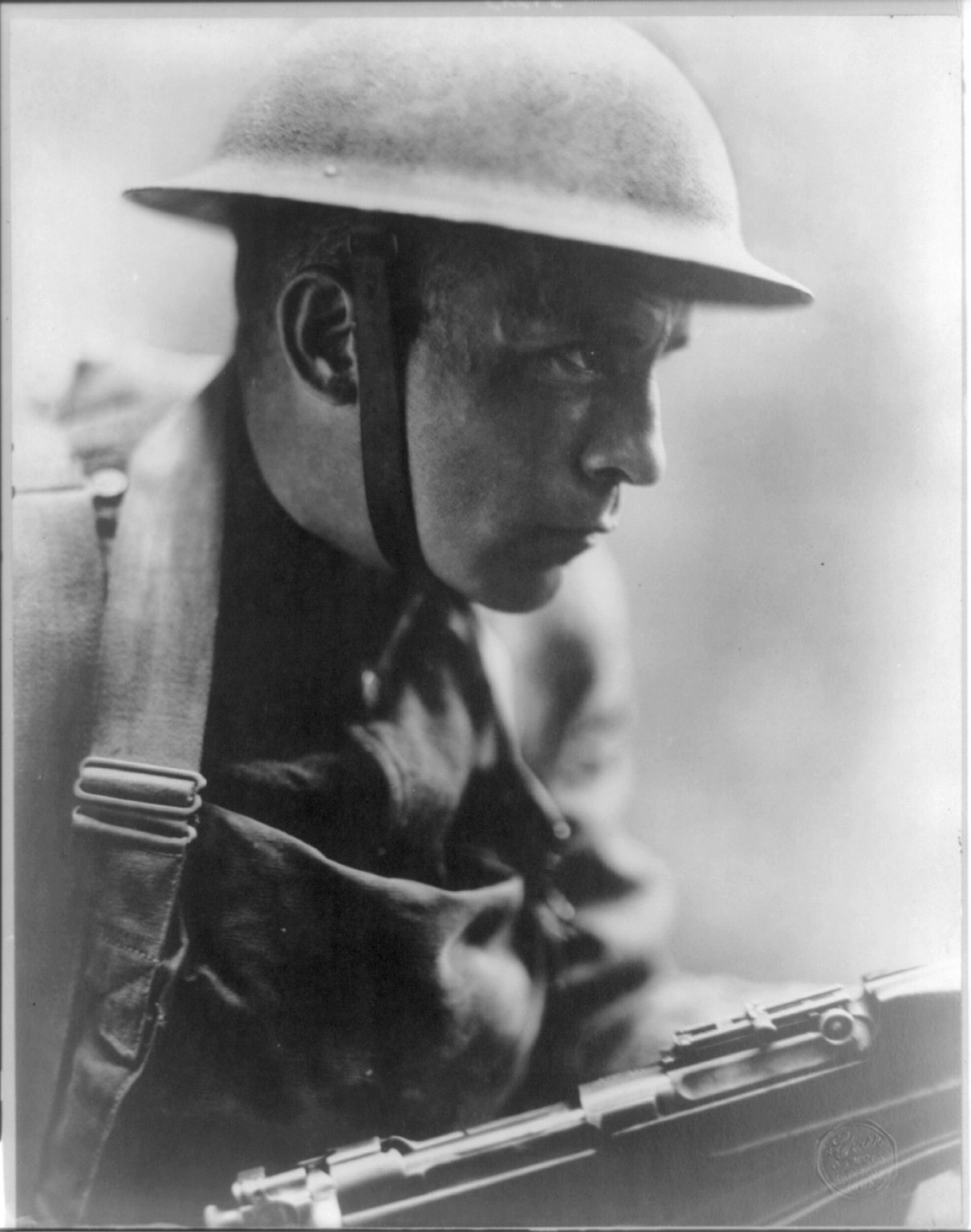
一名穿著軍裝的麵團小子

面团小子（Doughboy）是第一次世界大战期间美军步兵的一个外号。这个名字虽然起源不明，但一直被使用到1940年代初。例如，Dennis Day、Kenny Baker 、Kay Kyser等音乐人就曾在1942年录制过一首名为“面团小子约翰尼在爱尔兰找到了一朵玫瑰”（Johnny Doughboy Found a Rose in Ireland）的歌曲；1942年还出过一部名为“面团小子约翰尼”（Johnny Doughboy）的电影；《军事漫画》（Military Comics）中还有个叫“面团小子约翰尼”（Johnny Doughboy）的角色。第二次世界大战期间，美军的“面团小子”绰号逐渐被“G.I.”所取代。